# Arnold Ingwersen
Arnoldus Ulricus (Arnold) Ingwersen (Amsterdam, 10 oktober 1882 – aldaar, 18 februari 1959) was een Nederlands architect.

## Levensloop
Ingwersen was zoon van koopman Cornelis Ingwersen en Anna Elisabeth Rootlieb, en was geboren en getogen in Amsterdam. Hij was getrouwd met Antje Huizinga en Margaretha van Wijk.
Hij leerde het vak van Huibertus Bonda. Hij was collega van architect Tjeerd Kuipers en ontwierp met hem een woonblok uit 1913 aan de Baarsstraat, Vlietstraat, Schinkelkade en Vaartstraat voor Woningbouwstichting Patrimonium in Amsterdam, zestig huizen met 200 arbeiderswoningen. Het complex werd in 2009 benoemd tot gemeentelijk monument. 
In 1914 volgde een zevental woningen aan de Laing's Nekstraat, dat wellicht tot monumenten wordt uitgeroepen (stand 2017). In 1919 kwam een van hun grootste projecten van de grond. Er moesten 3600 heipalen de grond in voor hun complex tussen Zaanstraat, Hembrugstraat en Spaanrdammerdijk; het is sinds 2003 een rijksmonument. Van zijn hand kwamen verder een Gereformeerd Gymnasium aan de Keizersgracht in Amsterdam, de school van het Leger des Heils in Amstelveen. Hij werkte mee tijdens de verbouwing van de Valeriuskliniek (het origineel bleef van Bonda), ontwierp voor Philips etc.
Hij was voorts als gereformeerde vooral betrokken bij projecten uit die geloofsgemeenschap. Naast zijn werk als architect, schreef hij ook wel artikelen voor Heemschutzaken in Amsterdam en De Telegraaf. Hij zou daarmee onder andere hebben voorkomen dat naast het Rijksmuseum hoogbouw gebouwd zou worden. Hij was sinds 1958 ridder in de Orde van Oranje-Nassau.
Hij ontwierp binnen een behoudende stijl; hij moest niets hebben van de moderniteiten van bijvoorbeeld Jan Frederik Staal met zijn 12-verdiepingenhuis, en van de jonge architecten Zandstra, Giesen en Sijmons, die de atelierwoningen met een staalskelet bouwden (zie ook de artikelen die hij in de Telegraaf van 20 en 21 april, 1935 publiceerde)

## Gebouwen

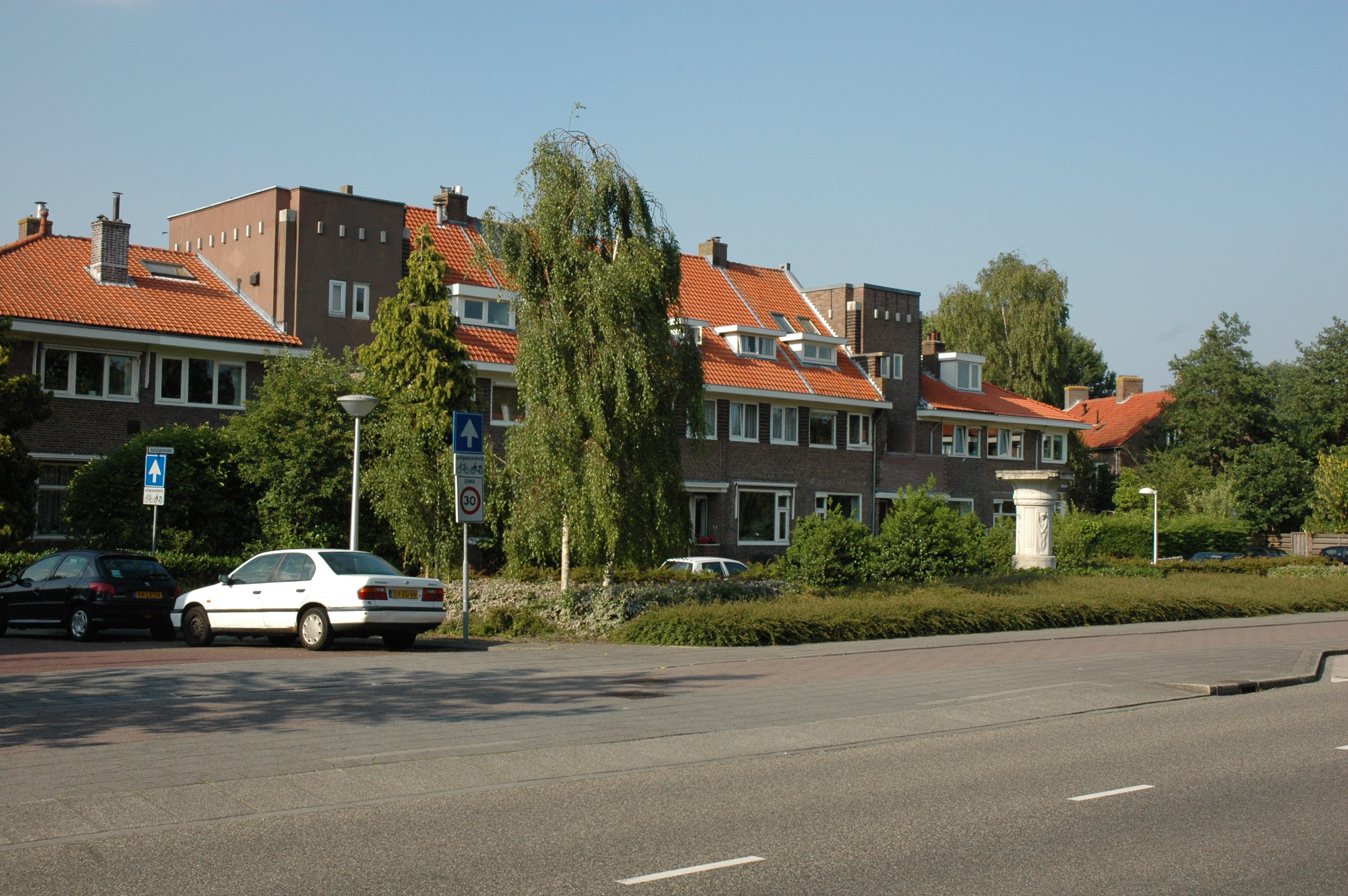
Amsterdamseweg - Nassaupark
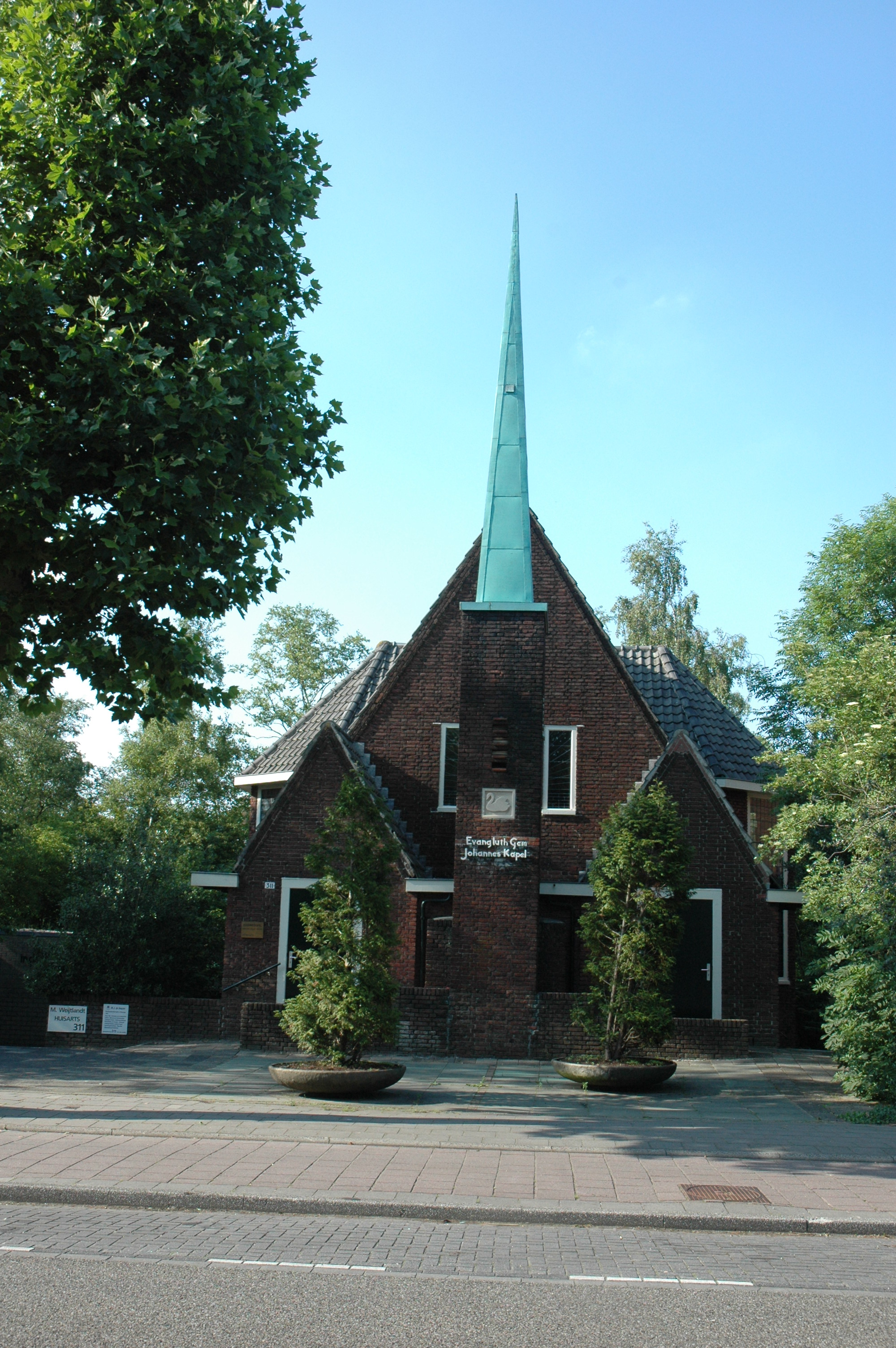
Johanneskapel, Evangelisch Lutherse gemeente
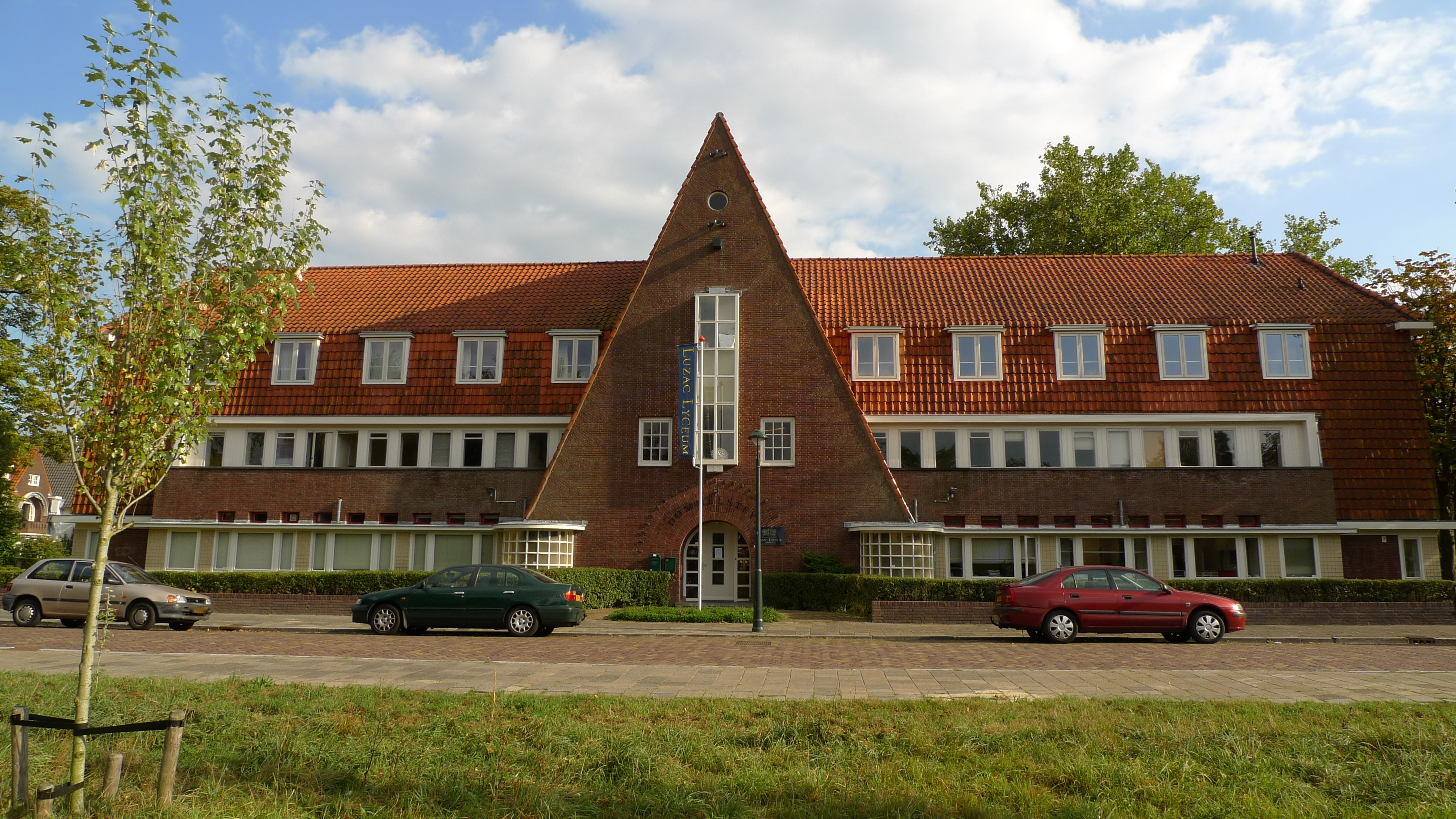
Jonckbloetlaan, Eindhoven
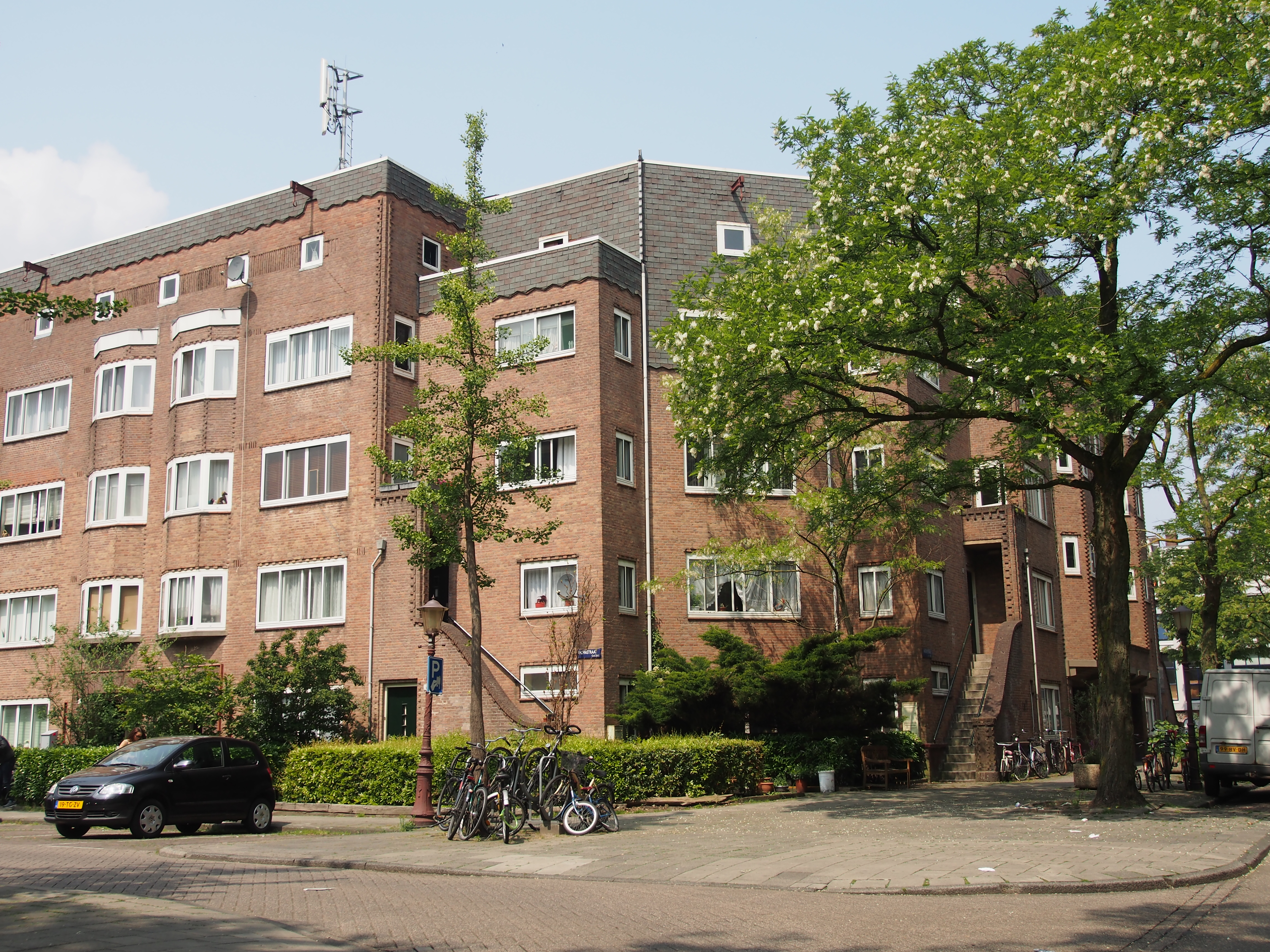
Talmastraat
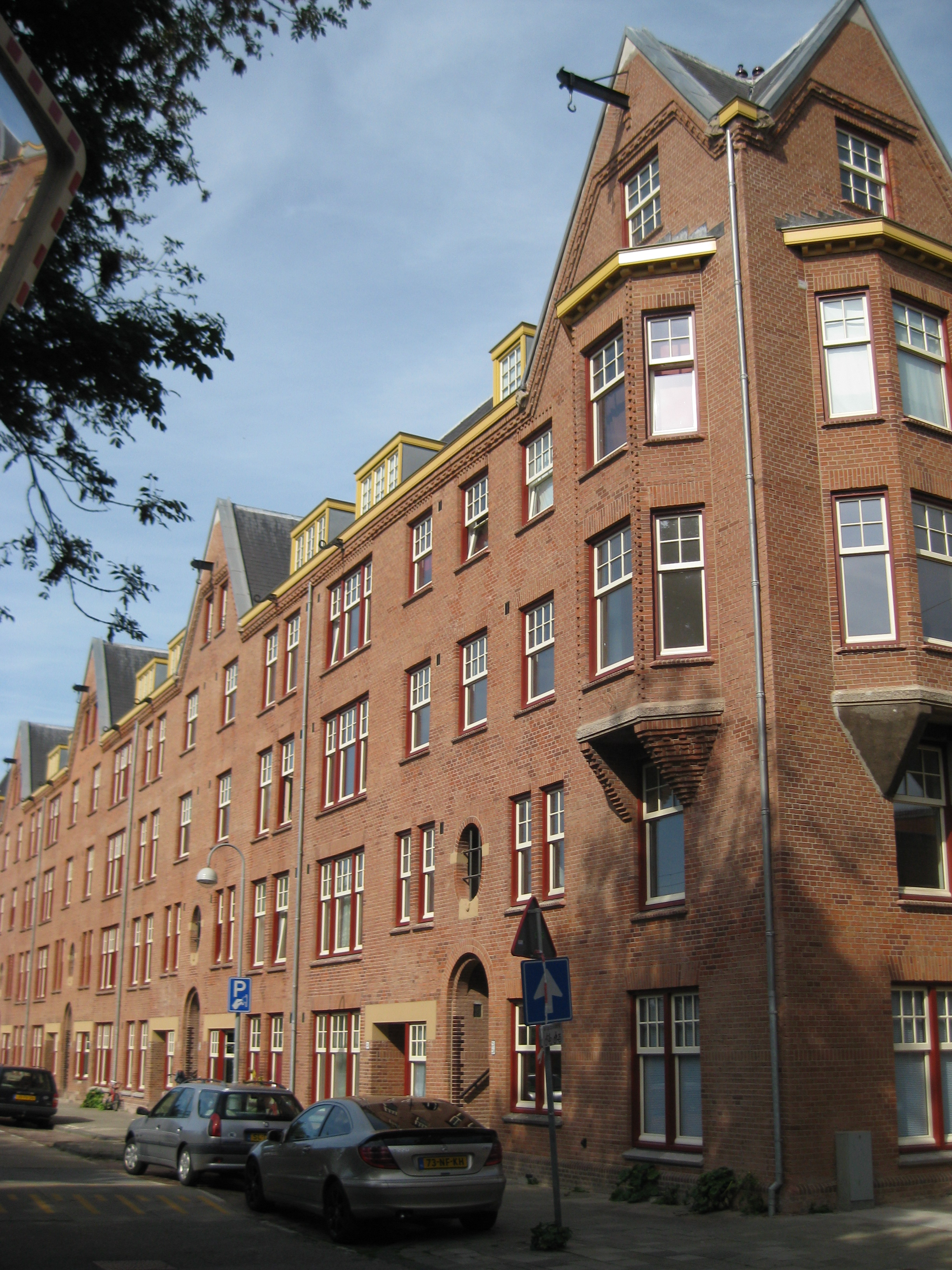
Hoek Zaanstraat/Hembrugstraat

- Biografisch Portaal: 55235889
- Gemeinsame Normdatei: 1258727005
- International Standard Name Identifier: 0000 0003 9615 759X
- Nederlandse Thesaurus van Auteursnamen: 097746118
- RKD-Nederlands Instituut voor Kunstgeschiedenis: 223980
- Virtual International Authority File: 290990547
- WorldCat: E39PBJyRBbGb8xgKckMkcBGrbd